# Сражение при Сиккаке
Сражение при Сиккаке (фр. Bataille de la Sikkak) — одно из сражений во время завоевания Алжира (1830-1847), произошедшее 6 июля 1836 года на берегу Сиккака, притока Тафны (в районе Тлемсена), в котором французские войска под командованием генерала Бюжо разбили войска эмира Абд аль-Кадира.
Для выручки отряда д’Арланжа, блокированного алжирцами эмира Абд аль-Кадира в устье реки Тафны, был послан из Тулона с тремя пехотными полками генерал Бюжо. Высадившись в устье Тафны, он заставил эмира снять блокаду, а затем пошёл к Орану, оттуда к Тлемсену и снова вернулся в лагерь на Тафне, причём прошёл через Таальгетские горы, куда французы ранее не проникали. Пополнив запасы, он вторично двинулся через Таальгетские горы к городу Тлемсен для доставления его гарнизону необходимых припасов. На этом пути на берегах вади Сиккак он встретил главные силы эмира.
6 июля в три часа ночи колонна Бюжо двинулась вброд через вади Сиккак, но еще до окончания перехода увидела кавалерию Бен Нуна, одного из командиров Абд аль-Кадира. Против него Бюжо послал турок Мустафы бен Исмаила, эскадрон африканских стрелков и батальон 24-го линейного полка с задачей сдержать эту кавалерию, если это будет возможно, к востоку от Шабе-Слимана.
Абд аль-Кадир, который в течение двух дней следил за перемещениями французов, бросил своих всадников на арьергард и атаковал головы колонн своей пехотой, стремясь окружить противника. Бюжо видит опасность и немедленно принимает меры. 62-й полк и африканский батальон располагаются сзади, остальные войска стоят лицом к эмиру; таким образом две линии, соединяясь одним из флангов, образуют форму буквы V. По сигналу африканские стрелки атаковали арабскую пехоту, опрокинули ее после довольно сильного сопротивления и отбросили в своего рода воронку, образованную изгибом реки. В арьергарде 62-й полк поддержал атаку. После обстрела картечью арабы рассеялись. 
Турки Исмаила преследовали арабов и собрали большой урожай голов. И на этот раз Абд аль-Кадир был обязан своим спасением только скорости своей лошади. 